# Joseph Jungnitz

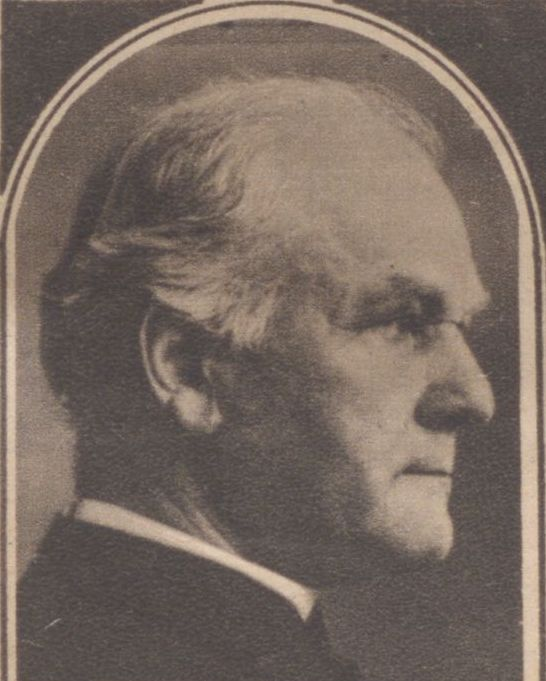
Joseph Jungnitz

Joseph Jungnitz (* 17. Mai 1844 in Nieder Mois, Landkreis Neumarkt, Provinz Schlesien; † 21. Januar 1918) war ein deutscher katholischer Theologe, Archivar und Autor. 

## Leben
Joseph Jungnitz studierte ab 1863 Katholische Theologie an der Universität Breslau. Nach der Priesterweihe 1867 war er 17 Jahre Kaplan in Guhrau. 1886 wurde er Subregens des Alumnats. 1891 promovierte er zum Dr. theol. und 1895 wurde er Direktor des von Kardinal Georg von Kopp erbauten Diözesanarchivs. 1908 wurde er Honorarprofessor an der Theologischen Fakultät in Breslau.

## Schriften (Auswahl)
- Die Breslauer Germaniker. Breslau, Aderholz, 1906.
- Studien zur schlesischen Kirchengeschichte. Breslau 1907, OCLC 67929046.
- Anton Lothar Graf von Hatzfeldt-Gleichen, Kanonikus, Offizial und Generalvikar von Breslau. Breslau, Wohlfarth, 1908.
- Joseph Sauer. Ein Lebensbild aus der Breslauer Diözesangeschichte des 19. Jahrhunderts. Breslau 1913.
- Die Breslauer Weihbischöfe. Breslau, Goerlich, 1914.
- Kleine Kirchengeschichte für katholische Schulen. Breslau 1916, OCLC 72555920.